# Евритания
Евритания е областна единица в Централна Гърция. Евритания е с население от 34 855 жители (2005 г.) и обща площ от 1869 км². Сформиран е през 1947 г.
Столица на Евритания е Карпениси. Областта се състои от два дема след административната реформа в Гърция от 2011 г. – Карпениси и Аграфа.
Евритания е създадена като ном през 1947 г., посредством отделянето на тази територия от Етолоакарнания. Номът е придаден към Централна Гърция, въпреки че в северната му част е областта Аграфа в южен Пинд, която през средновековието е един от четирите вилаета на Османска Тесалия.